# ألفونسو بوون
ألفونسو بوون (بالإنجليزية: Alfonso Boone)‏ هو لاعب كرة قدم أمريكية أمريكي، ولد في 11 يناير 1976 في ساغيناو في الولايات المتحدة.

## وصلات خارجية
- ألفونسو بوون على موقع مرجع كرة القدم المحترفة.كوم (الإنجليزية)